# بخش‌های دپارتمان مورت-ا-موزل
بخش‌های دپارتمان مورت-ا-موزل (انگلیسی: Arrondissements of the Meurthe-et-Moselle department) شامل ۴ بخش به شرح زیر است:
1. بخش بری با ۱۲۸ کمون (فرانسه) و جمعیت ۱۶۴ هزار نفر در سال ۲۰۱۳ می‌باشد.
2. بخش لونویل با ۱۶۴ کمون (فرانسه) و جمعیت ۷۹ هزار نفر در سال ۲۰۱۳ می‌باشد.
3. بخش نانسی با ۱۸۸ کمون (فرانسه) و جمعیت ۴۱۷ هزار نفر در سال ۲۰۱۳ می‌باشد.
4. بخش تول با ۱۱۲ کمون (فرانسه) و جمعیت ۶۹ هزار نفر در سال ۲۰۱۳ می‌باشد.